# Ngilo-Ilo
Ngilo-Ilo is een bestuurslaag in het regentschap Ponorogo van de provincie Oost-Java, Indonesië. Ngilo-Ilo telt 2041 inwoners (volkstelling 2010).